# El séptimo continente
El séptimo continente (en alemán: Der siebente Kontinent) es una película austríaca de drama psicológico de 1989 escrita y dirigida por Michael Haneke y protagonizada por Birgit Doll y Dieter Berner. El guion, basado en hechos reales, cuenta la vida de una familia burguesa que, atrapada en la rutina de su vida diaria, aspira a iniciar una buena vida en Australia. El séptimo continente es el primer largometraje cinematográfico de su director, Michael Haneke, especialmente conocido por otras películas psicológicamente demandantes como La pianista y Funny Games. La cinta fue preseleccionada para competir por el Oscar a la mejor película de habla no inglesa en la 62.ª entrega de los premios Óscar.

## Argumento
La película empieza con la secuencia de un lavado de coche y, a partir de aquí, se divide en tres partes. En las dos primeras se narra la vida de la familia Schober entre 1987 y 1988 a través de escenas que muestran los detalles de su vida cotidiana. Aparentemente, la rutina típica de la sociedad moderna en la que se van instalando se apodera de ellos poco a poco. Algunas escenas se repiten casi sin cambios en ambas partes. Al final de ambas partes oímos la voz en off de Anna, la mujer, leyendo sendas cartas para los padres de su marido, Georg, contando su éxito en el trabajo.
La tercera parte comienza justo después de que la familia presencie horripilada un accidente de tráfico desde su coche, que seguidamente llevan a lavar como vemos en la escena inicial. La familia vuelve de visitar a los padres de Georg, ya en 1989, y oímos su voz leyendo una carta para ellos en la que se despiden diciendo que han decidido 'marcharse'. Después vemos como venden el coche, Georg dimite del trabajo, sacan todos sus ahorros del banco, comunican en una oficina gubernamental su decisión de mudarse a Australia y compran varias herramientas.
Luego, la familia celebra una cena de lujo y empieza a destruir sistemáticamente todas sus posesiones, pero de una manera automática y sin vida, casi sin habla (como casi todas sus acciones). Tiran el dinero por el váter, cortan la ropa, rompen las cortinas, descuelgan los cuadros y destrozan sus álbumes de fotos y los muebles. La única emoción que se muestra es cuando Georg rompe la pecera, y su hija grita y llora histéricamente. Finalmente, se suicidan, primero Eva, a continuación, Anna, y, por último, Georg. Justo antes de morir, escribe el nombre, la fecha y hora de la muerte de los tres miembros de la familia en la pared y deja un sobre dirigido a sus padres pegado a la puerta.
Un texto cuenta, al final de la película, que, a pesar de la nota de suicidio, los padres de Georg pensaron que podría tratarse de un homicidio y se llevó a cabo una investigación policial. Sin embargo, no se encontró evidencia de asesinato. Durante las tres partes, se muestra en varias ocasiones la imagen de una playa.

## Antecedentes
La idea para la historia que cuenta la película surgió cuando Michael Haneke leyó una noticia donde se explicaba como una familia de clase media había terminado con su vida tras destruir todas sus posesiones sin un motivo aparente. 

## Reparto
- Birgit Doll: Anna Schober[3]

- Dieter Berner: Georg Schober

- Leni Tanzer: Eva Schober

- Udo Sammel: Alexander, el hermano de Anna

- Silvia Fenz: Optiker Kundin

- Robert Dietl: Georgs Vorgesetzter

- Elisabeth Rath: Lehrerin

## Análisis
La película está rodada casi exclusivamente en planos fijos, lo que refuerza la sensación de parálisis o de tedio. Las diferentes escenas se hallan separadas continuamente por varios segundos en negro a modo de transición, lo que podría ser una invitación a la reflexión inmediata de lo que se acaba de mostrar o, quizá, la intención de las transiciones sea provocar una sensación de inquietud. El séptimo continente es un ensayo crítico con la sociedad, como lo serán otras títulos posteriores de la filmografía de Haneke. El lavado del coche es un buen punto de partida como expresión de una vida construida sobre las apariencias. Con el paso de los años solo vemos cambiar el color del cepillo de dientes y todo resulta absurdo y distante: conversaciones sin contenido, un trabajo alienante o la ausencia de emociones. Introduce algunos elementos típicos de su cine: el uso de la violencia, el plano secuencia, la televisión como elemento a través del que percibimos la realidad y un estilo hiperrealista que incomoda e invita a la reflexión. Cabe destacar el plano de la playa y la secuencia del accidente en la carretera como momentos donde la película rompe con su tono.

## Curiosidades
- El título hace referencia a un lugar imaginario anhelado por la familia y que aparece representado por la imagen de la playa misteriosa. Podría referirse a Australia, lugar que se menciona como destino al que la familia quiere huir y que simbolizaría las antípodas, lo opuesto a la sociedad centroeuropea en la que viven.
- La película es la primera parte de la Trilogía de Glaciación de Haneke que incluye El vídeo de Benny y 71 fragmentos de una cronología al azar.
- Hasta el final del primer tercio de la película no vemos por primera vez las caras de los dos protagonistas de forma clara.
- Antes de su estreno en el Festival de Cannes, el director predijo que habría dos escenas que producirían las reacciones más fuertes: la muerte del pez y la destrucción del dinero en el váter. El productor no estaba de acuerdo con lo segundo, pero durante la proyección varias personas abandonaron la sala en ese momento.[4]

## Crítica
La película tiene una valoración mayoritariamente positiva por parte de la crítica en la web Rotten Tomatoes con un 71% de aprobación.

## Premios
La película fue galardonada con el Leopardo de bronce del Festival Internacional de Cine de Locarno y con el Premio a la mejor aplicación de música y sonido en una película del Festival Internacional de Cine de Gante. Además la película fue presentada en la Quinzaine des réalisateurs del Festival de Cannes de 1989